# Суранши батыр (село)
Суранши батыр (каз. Сұраншы батыр, до 2005 г. — Талап) — село в Жамбылском районе Алматинской области Казахстана. Административный центр Талапского сельского округа. Код КАТО — 194263100.

## Население
В 1999 году население села составляло 1516 человек (763 мужчины и 753 женщины). По данным переписи 2009 года, в селе проживали 1734 человека (861 мужчина и 873 женщины).